# دي فولكس كرانت
دي فولكس كرانت de Volkskrant (جريدة الشعب) جريدة هولندية تأسست سنة 1919 على يد الحركة العمالية الكثوليكية. والجريدة تعتبر من الجرائد الكبرى بهولندا.

## مواقع خارجية
- الموقع الرسمي على الشبكة